# All American Red Heads
Maillots
Les All American Red Heads étaient une équipe américaine de basket-ball. Pionnières de la professionnalisation du basket-ball féminin, elles étaient réputées pour leurs cheveux roux, leur talent et leur humour, sorte de version féminine des Globetrotters de Harlem.

## Historique
L'équipe est créée en 1936 par Connie Mack "Ole" Olson à Cassville dans le Missouri. Le nom de l'équipe serait l'idée de son épouse, qui détient des salons de coiffure et souhaite en faire la promotion,.
Première équipe féminine à jouer selon les règles masculines du basket-ball, elles jouent jusqu'à 200 rencontres par an, ce qui les amène jusqu'en Alaska, au Canada, au Mexique et même aux Philippines ; il n'est pas rare qu'elles y battent des équipes entièrement composées d'hommes.
Elles sont membres du Women's Basketball Hall of Fame depuis 2011 et du Basketball Hall of Fame depuis 2012.

## Galerie

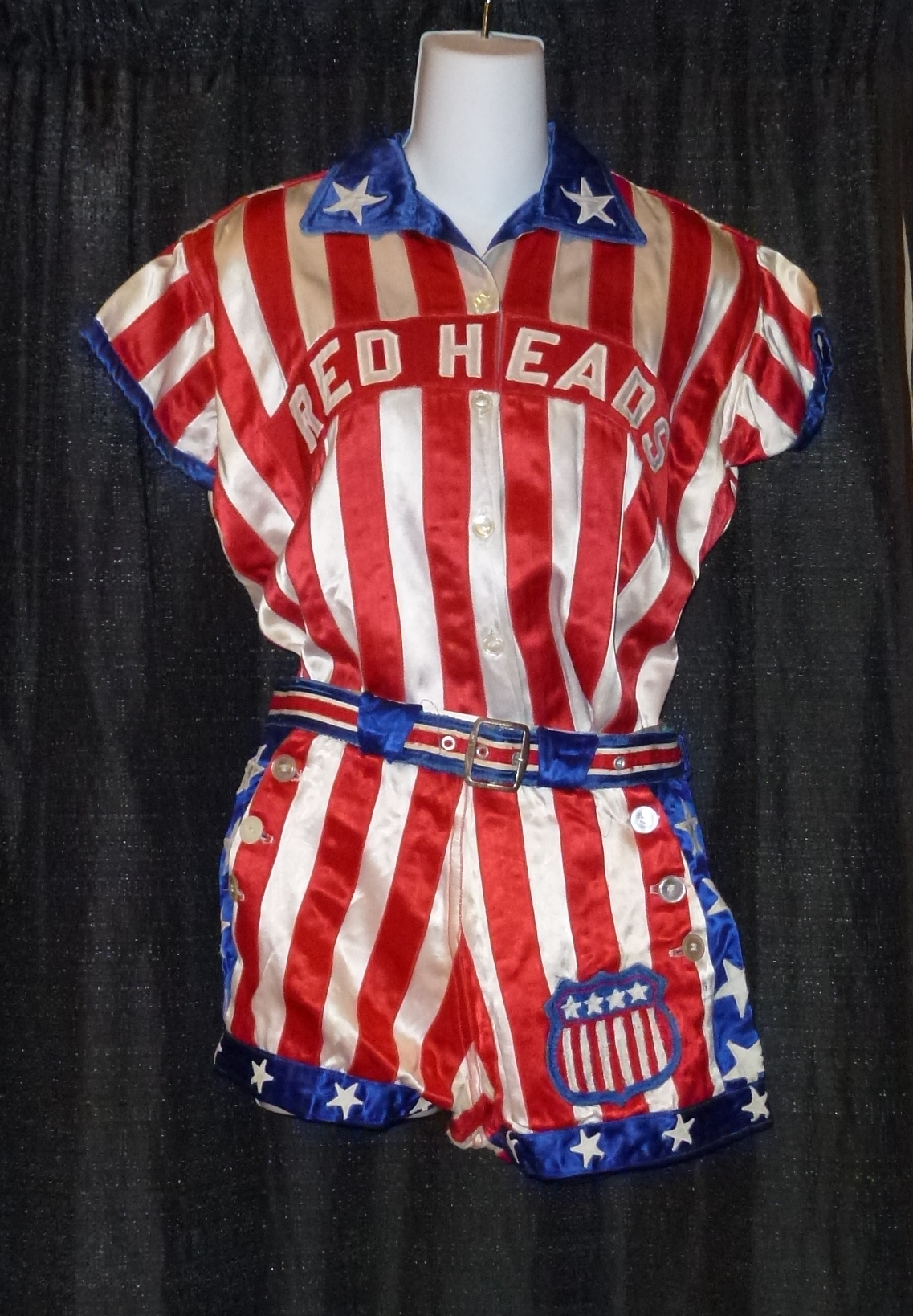
Uniforme de l'équipe
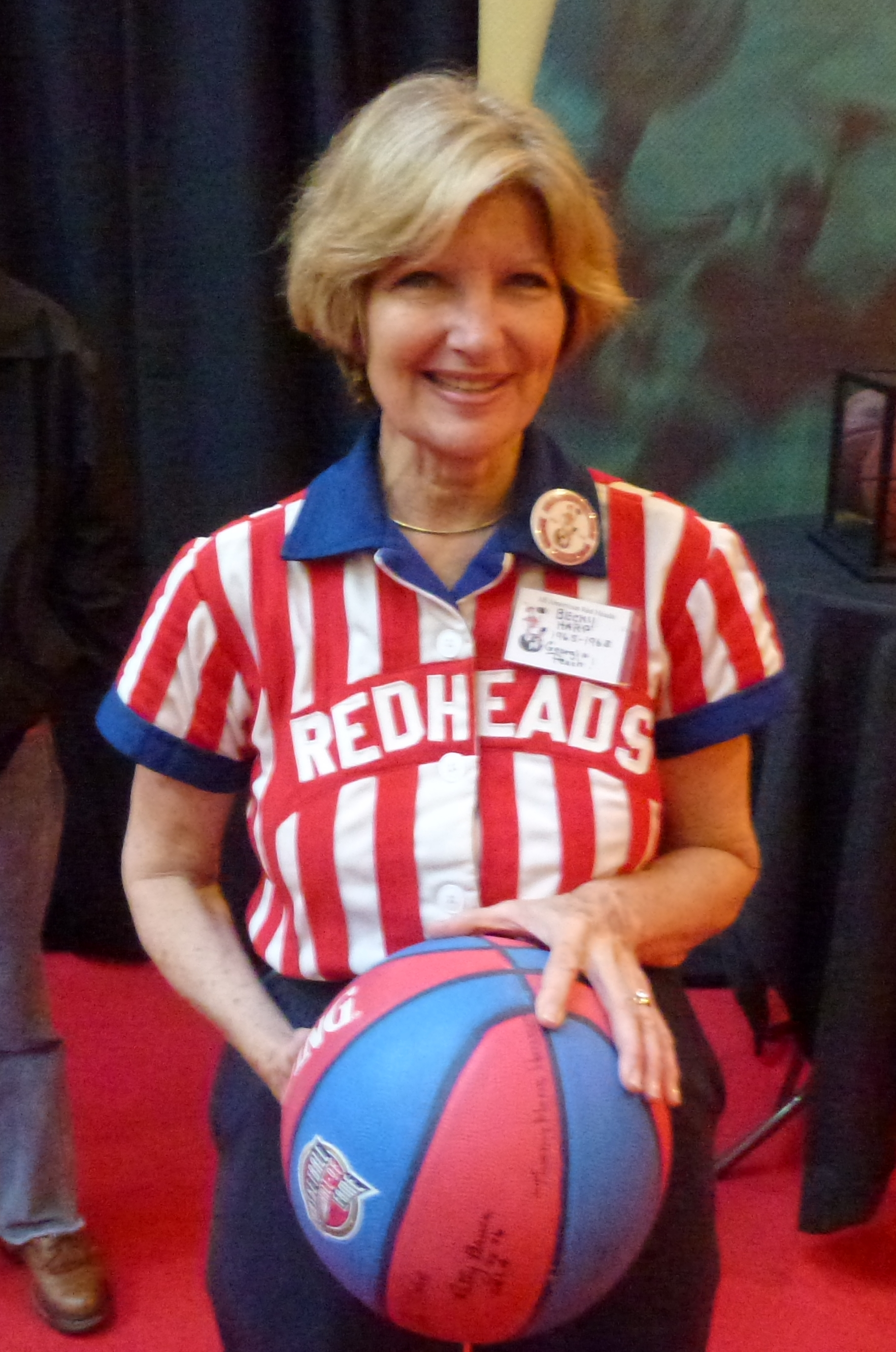
Becky Harp Pritchett
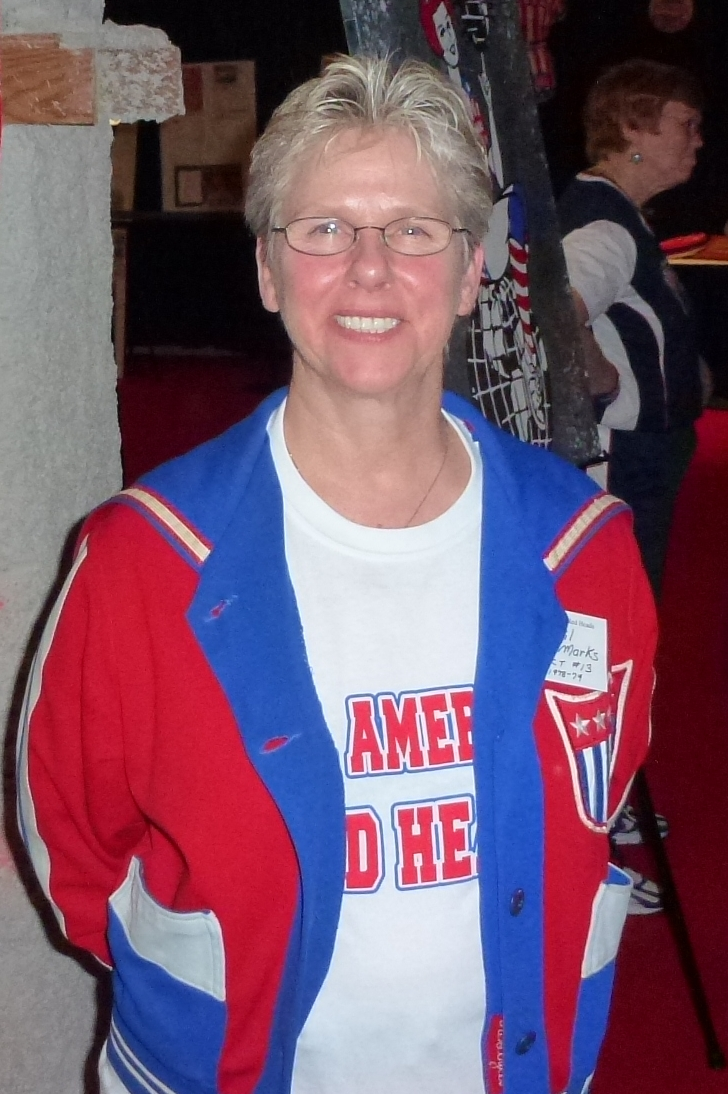
Gail Marks